# 维勒米
维勒米（法語：Villemus）是法国上普罗旺斯阿尔卑斯省的一个市镇，位于该省西南部，属于福卡尔基耶区。该市镇的总面积为9,59平方公里，2009年时的人口为189人。

## 人口
维勒米人口变化图示
| 数据来源：INSEE |